# Società Sportiva Calcio Palermo 1980-1981
Questa voce raccoglie le informazioni riguardanti la Società Sportiva Calcio Palermo nelle competizioni ufficiali della stagione 1980-1981.

## Stagione
All'ottavo anno consecutivo in Serie B, il Palermo ottiene una sofferta salvezza (di un solo punto) a causa dei 5 punti di penalizzazione rimediati in seguito al coinvolgimento della società nello scandalo del Totonero. Il giocatore coinvolto fu il centrocampista Guido Magherini, squalificato per 3 anni e mezzo (colpevole nella gara giocata con il Taranto, anch'esso penalizzato e quindi coinvolto nello scandalo). Miglior marcatore rosanero stagionale Egidio Calloni autore di 14 reti, delle quali 3 in Coppa Italia e 11 in campionato.
In Coppa Italia la squadra viene eliminata nella prima fase, nel secondo girone di qualificazione, nonostante le vittorie di prestigio ottenute a Milano contro l'Inter (2-1), in casa contro il Milan (1-0) e al Cibali contro il Catania (3-2), di fatto ha perso la qualificazione ai quarti di finale, per la differenza reti sfavorevole nei confronti dell'Avellino, con il quale il Palermo perse l'unica partita del girone nella prima giornata (1-0).
A fine marzo del 1981, dopo la sconfitta con il Genoa (2-0) l'allenatore della prima squadra del Palermo Fernando Veneranda viene esonerato: si pensa di sostituirlo con Zdeněk Zeman, all'epoca allenatore delle giovanili rosanero, ma quest'ultimo non può prendere il suo posto in panchina, poiché qualche giorno prima era stato squalificato per aver alzato la voce durante una partita della Primavera; in panchina, in occasione della partita vinta per 3-1 sul Milan nella 29ª giornata di campionato, ci va così Erminio Favalli, ufficialmente c'era Vincenzo Urbani, ma questa gara era stata comunque preparata tatticamente proprio da Zeman. Favalli, però, rifiutò successivamente il ruolo effettivo che gli era stato offerto, in collaborazione con Zeman. Dalla partita interna con il Pisa (1-1) sulla panchina rosanero siede Carmelo Di Bella fino al termine del campionato.

## Rosa

Il neoacquisto Antonio Lopez, protagonista in rosanero nei primi anni 80

| N. |                   | Ruolo | Calciatore             |
| -- | ----------------- | ----- | ---------------------- |
|    | Italia (bandiera) | P     | Lorenzo Frison         |
|    | Italia (bandiera) | P     | Cesidio Oddi           |
|    | Italia (bandiera) | P     | Angelo Conticelli      |
|    | Italia (bandiera) | D     | Paolo Ammoniaci        |
|    | Italia (bandiera) | D     | Fausto Silipo          |
|    | Italia (bandiera) | D     | Mauro Di Cicco         |
|    | Italia (bandiera) | D     | Violante Silvio Iozzia |
|    | Italia (bandiera) | D     | Giuseppe Volpecina     |
|    | Italia (bandiera) | D     | Luigino Pasciullo      |
|    | Italia (bandiera) | D     | Giorgio Taormina       |
|    | Italia (bandiera) | C     | Rosolo Vailati         |

| N. |                   | Ruolo | Calciatore            |
| -- | ----------------- | ----- | --------------------- |
|    | Italia (bandiera) | C     | Massimo De Stefanis   |
|    | Italia (bandiera) | C     | Claudio Bencina       |
|    | Italia (bandiera) | C     | Pasqualino Borsellino |
|    | Italia (bandiera) | C     | Gian Piero Gasperini  |
|    | Italia (bandiera) | C     | Giuseppe Romano       |
|    | Italia (bandiera) | A     | Antonio Lopez         |
|    | Italia (bandiera) | A     | Giampaolo Montesano   |
|    | Italia (bandiera) | A     | Egidio Calloni        |
|    | Italia (bandiera) | A     | Vincenzo Lamia Caputo |
|    | Italia (bandiera) | A     | Francesco La Rosa     |
|    | Italia (bandiera) | A     | Andrea Conte          |

## Risultati

### Serie B

#### Girone di andata
| Arbitro: | Redini (Pisa) |

|                         |           |                  |
| Mastropasqua 68’ (rig.) | Marcatori | 60’ Lamia Caputo |

| Arbitro: | Terpin (Trieste) |

|                 |           |                |
| De Stefanis 25’ | Marcatori | 17’ Mandorlini |

| Arbitro: | Pieri (Genova) |

|             |           |               |
| Tivelli 47’ | Marcatori | 29’ Gasperini |

| Arbitro: | Magni (Bergamo) |

|          |           |            |
| Grop 48’ | Marcatori | 49’ Silipo |

| Arbitro: | Lattanzi (Roma) |

|            |           |                   |
| Silipo 12’ | Marcatori | 80’ (aut.) Silipo |

| Arbitro: | Longhi (Roma) |

|                                  |           |  |
| Roccotelli 2’ A. Bordon 40’, 85’ | Marcatori |  |

| Palermo 26 ottobre 1980 7ª giornata | Palermo         | 0 – 0 | Genoa | Stadio La Favorita\| Arbitro: \| Milan (Treviso) \| |
| Arbitro:                            | Milan (Treviso) |       |       |                                                     |

| Milano 2 novembre 1980 8ª giornata | Milan             | 0 – 0 | Palermo | Stadio Giuseppe Meazza\| Arbitro: \| Mattei (Macerata) \| |
| Arbitro:                           | Mattei (Macerata) |       |         |                                                           |

| Arbitro: | Lops (Torino) |

|  |           |                     |
|  | Marcatori | 48’ (rig.) Chierico |

| Pescara 16 novembre 1980 10ª giornata | Pescara          | 0 – 0 | Palermo | Stadio Adriatico\| Arbitro: \| Altobelli (Roma) \| |
| Arbitro:                              | Altobelli (Roma) |       |         |                                                    |

| Arbitro: | Ballerini (La Spezia) |

|                 |           |          |
| Calloni 1’, 69’ | Marcatori | 43’ Doto |

| Arbitro: | Parussini (Udine) |

|                  |           |             |
| G.C. Ferrari 78’ | Marcatori | 31’ Calloni |

| Arbitro: | D'Elia (Salerno) |

|                         |           |  |
| Vailati 61’ Calloni 68’ | Marcatori |  |

| Arbitro: | Castaldi (Vasto) |

|                    |           |              |
| Montesano 49’, 68’ | Marcatori | 83’ B. Mutti |

| Arbitro: | Paparesta (Bari) |

|                                  |           |                                     |
| Ciampoli 10’, 65’ Barlassina 50’ | Marcatori | 22’, 78’ (rig.) Calloni 90’ Bencina |

| Arbitro: | Altobelli (Roma) |

|                 |           |              |
| De Stefanis 43’ | Marcatori | 77’ De Ponti |

| Arbitro: | Castaldi (Vasto) |

|             |           |                 |
| Capuzzo 16’ | Marcatori | 54’ De Stefanis |

| Arbitro: | Pezzella (Frattamaggiore) |

|             |           |  |
| Calloni 65’ | Marcatori |  |

| Arbitro: | Tubertini (Bologna) |

|                 |           |  |
| Magistrelli 85’ | Marcatori |  |

#### Girone di ritorno
| Arbitro: | Casarin (Milano) |

|  |           |                     |
|  | Marcatori | 16’ Bigon 64’ Greco |

| Arbitro: | Patrussi (Ravenna) |

|                 |           |                |
| De Bernardi 16’ | Marcatori | 49’ Borsellino |

| Arbitro: | Bianciardi (Siena) |

|             |           |              |
| Calloni 52’ | Marcatori | 62’ S. Bozzi |

| Arbitro: | Castaldi (Vasto) |

|  |           |          |
|  | Marcatori | 57’ Grop |

| Arbitro: | Bergamo (Livorno) |

|                           |           |  |
| Canestrari 35’ Serena 69’ | Marcatori |  |

| Arbitro: | Ballerini (La Spezia) |

|               |           |  |
| Gasperini 33’ | Marcatori |  |

| Arbitro: | Altobelli (Roma) |

|                        |           |  |
| Odorizzi 19’ Russo 50’ | Marcatori |  |

| Arbitro: | Angelelli (Terni) |

|                             |           |                    |
| Calloni 5’, 22’ (rig.), 38’ | Marcatori | 33’ (rig.) Buriani |

| Arbitro: | Parussini (Udine) |

|                     |           |               |
| Chierico 55’ (rig.) | Marcatori | 66’ Montesano |

| Palermo 12 aprile 1981 29ª giornata | Palermo        | 0 – 0 | Pescara | Stadio La Favorita\| Arbitro: \| Tani (Livorno) \| |
| Arbitro:                            | Tani (Livorno) |       |         |                                                    |

| Arbitro: | Mattei (Macerata) |

|          |           |  |
| Doto 79’ | Marcatori |  |

| Arbitro: | Bianciardi (Siena) |

|                                    |           |  |
| De Stefanis 35’ Bencina 56’ (rig.) | Marcatori |  |

| Vicenza 10 maggio 1981 32ª giornata | Lanerossi Vicenza | 0 – 0 | Palermo | Stadio Romeo Neri\| Arbitro: \| Paparesta (Bari) \| |
| Arbitro:                            | Paparesta (Bari)  |       |         |                                                     |

| Arbitro: | Tonolini (Milano) |

|              |           |               |
| B. Mutti 74’ | Marcatori | 48’ Gasperini |

| Arbitro: | Prati (Parma) |

|                               |           |  |
| Ammoniaci 78’ De Stefanis 88’ | Marcatori |  |

| Arbitro: | Angelelli (Terni) |

|             |           |            |
| Roselli 22’ | Marcatori | 37’ Silipo |

| Arbitro: | Menegali (Roma) |

|                                            |           |  |
| Gasperini 46’ Vailati 55’ Lopez 77’ (rig.) | Marcatori |  |

| Arbitro: | D'Elia (Salerno) |

|               |           |                  |
| Donatelli 88’ | Marcatori | 89’ (rig.) Lopez |

| Palermo 21 giugno 1981 38ª giornata | Palermo               | 0 – 0 | Lecce | Stadio La Favorita\| Arbitro: \| Ballerini (La Spezia) \| |
| Arbitro:                            | Ballerini (La Spezia) |       |       |                                                           |

### Coppa Italia

#### Secondo girone
| 20 agosto 1980 1ª giornata |  | – Turno riposo Palermo |  |  |

| Arbitro: | Facchin (Udine) |

|  |           |            |
|  | Marcatori | 7’ Vignola |

| Arbitro: | Paparesta (Bari) |

|            |           |                             |
| Muraro 56’ | Marcatori | 25’ Calloni 60’ De Stefanis |

| Arbitro: | Benedetti (Roma) |

|             |           |  |
| Calloni 65’ | Marcatori |  |

| Arbitro: | Ballerini (La Spezia) |

|                           |           |                                        |
| Casale 28’ Marco Piga 63’ | Marcatori | 17’ Calloni 72’ (aut.) Croci 82’ Conte |

## Statistiche

### Statistiche di squadra
| Competizione | Punti | In casa | In casa | In casa | In casa | In casa | In casa | In trasferta | In trasferta | In trasferta | In trasferta | In trasferta | In trasferta | Totale | Totale | Totale | Totale | Totale | Totale | DR |
| Competizione | Punti | G       | V       | N       | P       | Gf      | Gs      | G            | V            | N            | P            | Gf           | Gs           | G      | V      | N      | P      | Gf     | Gs     | DR |
| ------------ | ----- | ------- | ------- | ------- | ------- | ------- | ------- | ------------ | ------------ | ------------ | ------------ | ------------ | ------------ | ------ | ------ | ------ | ------ | ------ | ------ | -- |
| Serie B      | 39    | 19      | 9       | 7       | 3       | 22      | 11      | 19           | 0            | 14           | 5            | 13           | 22           | 38     | 9      | 21     | 8      | 35     | 33     | +2 |
| Coppa Italia | 6     | 2       | 1       | 0       | 1       | 1       | 1       | 2            | 2            | 0            | 0            | 5            | 3            | 4      | 3      | 0      | 1      | 6      | 4      | +2 |
| Totale       |       | 21      | 10      | 7       | 4       | 23      | 12      | 21           | 2            | 14           | 5            | 18           | 25           | 42     | 12     | 21     | 9      | 41     | 37     | +4 |

### Statistiche dei giocatori
| Giocatore      | Serie B  | Serie B | Serie B     | Serie B    | Coppa Italia | Coppa Italia | Coppa Italia | Coppa Italia | Totale   | Totale | Totale      | Totale     |
| Giocatore      | Presenze | Reti    | Ammonizioni | Espulsioni | Presenze     | Reti         | Ammonizioni  | Espulsioni   | Presenze | Reti   | Ammonizioni | Espulsioni |
| -------------- | -------- | ------- | ----------- | ---------- | ------------ | ------------ | ------------ | ------------ | -------- | ------ | ----------- | ---------- |
| P. Ammoniaci   | 35       | 1       | ?           | ?          | ?            | ?            | ?            | ?            | 35+      | 1+     | ?           | ?          |
| C. Bencina     | 31       | 2       | ?           | ?          | ?            | ?            | ?            | ?            | 31+      | 2+     | ?           | ?          |
| P. Borsellino  | 28       | 1       | ?           | ?          | ?            | ?            | ?            | ?            | 28+      | 1+     | ?           | ?          |
| E. Calloni     | 28       | 11      | ?           | ?          | ?            | ?            | ?            | ?            | 28+      | 11+    | ?           | ?          |
| A. Conte       | 22       | 0       | ?           | ?          | ?            | ?            | ?            | ?            | 22+      | 0+     | ?           | ?          |
| M. De Stefanis | 35       | 5       | ?           | ?          | ?            | ?            | ?            | ?            | 35+      | 5+     | ?           | ?          |
| M. Di Cicco    | 34       | 0       | ?           | ?          | ?            | ?            | ?            | ?            | 34+      | 0+     | ?           | ?          |
| L. Frison      | 22       | -17     | ?           | ?          | ?            | ?            | ?            | ?            | 22+      | -17+   | ?           | ?          |
| G. Gasperini   | 23       | 4       | ?           | ?          | ?            | ?            | ?            | ?            | 23+      | 4+     | ?           | ?          |
| V. Iozzia      | 18       | 0       | ?           | ?          | ?            | ?            | ?            | ?            | 18+      | 0+     | ?           | ?          |
| V. Lamia       | 23       | 1       | ?           | ?          | ?            | ?            | ?            | ?            | 23+      | 1+     | ?           | ?          |
| F. La Rosa     | 4        | 0       | ?           | ?          | ?            | ?            | ?            | ?            | 4+       | 0+     | ?           | ?          |
| T. Lopez       | 33       | 2       | ?           | ?          | ?            | ?            | ?            | ?            | 33+      | 2+     | ?           | ?          |
| G. Montesano   | 30       | 3       | ?           | ?          | ?            | ?            | ?            | ?            | 30+      | 3+     | ?           | ?          |
| C. Oddi        | 17       | -16     | ?           | ?          | ?            | ?            | ?            | ?            | 17+      | -16+   | ?           | ?          |
| L. Pasciullo   | 15       | 0       | ?           | ?          | ?            | ?            | ?            | ?            | 15+      | 0+     | ?           | ?          |
| F. Silipo      | 33       | 3       | ?           | ?          | ?            | ?            | ?            | ?            | 33+      | 3+     | ?           | ?          |
| R. Vailati     | 36       | 2       | ?           | ?          | ?            | ?            | ?            | ?            | 36+      | 2+     | ?           | ?          |
| G. Volpecina   | 21       | 0       | ?           | ?          | ?            | ?            | ?            | ?            | 21+      | 0+     | ?           | ?          |